# Aiba Open Boxing
L'Aiba Open Boxing (AOB) è la sigla nella quale l'Associazione Internazionale Boxe Amatori (AIBA) raggruppa tutte le competizioni pugilistiche che una volta avevano la status di Dilettante sia su base nazionale che internazionale.
Tutti i pugili che ricadono sotto l'egida dell'AOB prendono parte a match pubblici non per scopo di lucro, ma per spirito agonistico. All'atto dell'affiliazione alla Federazione Pugilistica italiana (FPI), i pugili osservano e rispettano lo Statuto e i Regolamenti, impegnandosi e rendendosi disponibili alla FPI e ai suoi Organi per preparare e svolgere incontri federali regionali, interregionali, nazionali ed internazionali, sia in Italia che all'estero.
In Italia le qualifiche dei pugili AOB, sia per gli uomini che per le donne sono Schoolboy (maschile), Schoolgirl (femminile), Junior, Youth, Elite 2º ed Elite 1º, mentre le competizioni nazionali più importanti sono:
| Maschili                                                     | Femminili                                                     |
| ------------------------------------------------------------ | ------------------------------------------------------------- |
| Campionato italiano di pugilato Elite maschile               | Campionato italiano di pugilato Elite femminile               |
| Campionato italiano di pugilato Youth Maschili               | Campionato italiano di pugilato Elite 2º-Youth femminile      |
| Campionato italiano di pugilato Junior Maschili              | Campionato italiano di pugilato Elite 2º-Junior femminile     |
| Campionato italiano di pugilato Schoolboy Maschili           | Campionato italiano di pugilato Elite 2º-Schoolgirl femminile |
| Guanto d'Oro d'Italia Trofeo A. Garofalo                     | Guanto d'Oro femminile                                        |
| Campionato italiano di pugilato Universitario Elite maschile | Campionato italiano di pugilato Universitario Elite femminile |
| Torneo Nazionale Italia Trofeo A. Mura cat. Schoolboy        |                                                               |
| Torneo Nazionale Italia Trofeo A. Mura cat. Junior           |                                                               |
| Torneo Nazionale Italia Trofeo A. Mura cat. Youth            |                                                               |
| Torneo Nazionale Esordienti cat. Junior maschile             |                                                               |
| Torneo Nazionale Esordienti cat. Youth maschile              |                                                               |